# Mrzlava vas
Mrzlava vas – wieś w Słowenii, w gminie Brežice. W 2018 roku liczyła 161 mieszkańców.